# Січкін Борис Михайлович
Борис Михайлович Січкін (15 серпня 1922, Київ — 21 березня 2002, Нью-Йорк) — український радянський та американський актор єврейського походження. Став відомим завдяки виконанню у фільмах «Невловимі месники» та «Нові пригоди невловимих» ролі «оригінального куплетиста» Буби Касторського.

## Дитинство
Першими оцінили талант Бориса Січкіна київські злодії. Поряд із будинком, де мешкав Борис, розкинувся базар. Увечері там збиралися кишенькові та квартирні злодії та їхні подруги. Для них Борис і виступав: відбивав чечітку, танцював «яблучко», «бариню», циганські танці. З часом перейшов на танці з куплетами. Злочинці були першими, від кого він отримував гонорар – продуктами. Боря танцював з чотирьох років, а у тридцяті роки навіть заробляв собі на хліб танцями на базарі.

## Навчання та робота
У п'ятнадцять років Січкін вступив на роботу до Ансамблю народного танцю УРСР, потім закінчив Київське театральне училище.
Навчався в хореографічному технікумі при київському театрі, а пізніше поставив кілька балетних спектаклів, зокрема й «Червоних дияволят».
Перед війною Борис Січкін працював в Ансамблі пісні та танцю України. Його помітив і запросив до військового колективу Павло Вірський. Але директор ансамблю Білицький не хотів оформляти перехід. Він говорив: «Батьківщині, Січкін, потрібні солдати, а не танцюристи». З неймовірними труднощами йому все ж удалося звільнитися.
Почалася війна, артисти військового ансамблю несли бойове чергування. Перед здачею Києва їм довелося стояти в заслоні на пристані, звідки баржами відправляли людей до тилу. У розпал завантаження з'явився той самий Білицький з великою кількістю валіз. Він простягнув папір, який засвідчував, що він відряджається до Ташкента для організації ансамблю. «Нині не до пісень і танців, – грізно сказав Січкін, – треба захищати Батьківщину, а співати та танцювати будемо після перемоги». «Борисе, ти подивися, хто підписав цей папір!» – змолився колишній директор. «Такий документ у такий час міг підписати лише Адольф Гітлер» – відповів Січкін. Довго умовляв Білицький пустити його на баржу, але Січкіна не умовив і знайшов когось іншого.
Артист кіно та естради прославився на всю країну, коли йому було вже за сорок: роль куплетиста Буби Касторського стала головною в його житті. Після тріумфу «Невловимих месників» роз'їжджав по країні з виступами. А в Міністерстві культури СРСР тоді якраз почалася кампанія проти «лівих» концертів. Під цю кампанію і потрапив Січкін – на нього зібрали компромат.

## Ув'язнення
Актора викликали до відповідних органів. Туди ж прийшла й уїдлива старенька, що працювала ревізором. Вона виявила серйозні фінансові порушення і передала документи до слідчих органів. Січкіна заарештували.
Майор, начальник КПУ, під час обшуку виявив у артиста зубну щітку, зубну пасту, гребінець і викинув їх у відро для сміття: «Це більше не знадобиться».
Потім при підлеглих знущався: «Як це ти в кіно співав? ''Я не плачу, я ніколи не плачу''? Це ти в кіно не плакав, а тут у нас плакатимеш!»
У 1973 в Тамбові Січкін був посаджений у в'язницю за обвинуваченням у розкраданні державного майна у великих розмірах. Через рік був звільнений. Слідство тривало ще кілька років. Врешті-решт Борис Січкін був остаточно виправданий.

## Еміграція, останні роки життя і смерть
У 1979 році Борис Січкін виїхав до США, де мешкав до останнього часу, зрідка приїжджаючи до Росії з виступами.
Саме цього артиста — Борю Січкіна періоду американської еміграції — обезсмертив у своїй пісні про тьотю Хаю знаменитий виконавець шансону Віллі Токарєв: «С Новым годом, тётя Хая, 

Вам привет от Мордэхая, 

Он живёт на Пятой авеню. 

Боря Сичкин там соседом

Угощал меня обедом, 

Я ему в субботу позвоню».
Січкін пішов із життя 21 березня 2002 року. Серце артиста зупинилося, коли він розбирав листи.
Незабаром за бажанням його дружини прах Бориса Січкіна було вилучено з могили та кремовано, а урна перевезена до Москви й 6 років зберігалася у друзів родини Січкіних. Лише 18 квітня 2008 року прах був похований. Прощання відбулося в Будинку кіно, а потім урна з прахом була поміщена в колумбарій Ваганьківського цвинтару.

## Фільмографія
1. 1954 — Анна на шиї
2. 1962 — Капітани блакитної лагуни — контрабандист
3. 1964 — До побачення, хлопчики!
4. 1966 — Останній шахрай
5. 1966 — Невловимі месники — Буба Касторський
6. 1968 — Нові пригоди невловимих — Буба Касторський
7. 1968 — Інтервенція
8. 1968 — На війні як на війні — старший лейтенант Селіванов
9. 1969 — Золоті ворота
10. 1969 — Варвара-краса, довга коса — наречений-престідіжітатор
11. 1970 — Любов до трьох апельсинів — Кухарка
12. 1971 — Стежкою безкорисливої любові — актор цирку, гість Михалича
13. 1971 — Великий бурштин — музичний критик, член журі конкурсу
14. 1972 — Останні дні Помпеї
15. 1972 — Золоті роги — розбійник
16. 1973 — Невиправний брехун — перекладач
17. 1976 — 12 стільців
18. 1978 — Кухар і співачка —  Хасан Хасанич Бармалієв, «Бармалей», директор Будинку побуту
19. 1987 — Sweet Lorraine — Ivan
20. 1989 — Суперінтендант
21. 1989 — The Final Days — Леонід Брежнєв
22. 1995 — Ніксон — Леонід Брежнєв
23. 1997 — Бедная Саша
24. 2000 — Марш Турецького (серіал) серія «Небезпечно для життя», «Вбивство на Неглінній»
25. 2001 — Third Watch — After Time — Uri
26. 2001 — ПМП